# Hallaröds distrikt
Hallaröds distrikt är ett distrikt i Höörs kommun och Skåne län. 
Distriktet ligger nordväst om Höör. 

## Tidigare administrativ tillhörighet
Distriktet inrättades 2016 och utgörs av en del av området Höörs köping omfattade till 1971, delen som före 1969 utgjorde Hallaröds socken.
Området motsvarar den omfattning Hallaröds församling hade vid årsskiftet 1999/2000.